# Sodoberg
Sodoberg este o arie protejată (arie specială de conservare — SAC, sit de importanță comunitară — SCI) din Suedia întinsă pe o suprafață de 39,5 ha, integral pe uscat.

## Localizare
Centrul sitului Sodoberg este situat la coordonatele 65°18′06″N 18°44′09″E / 65.3017°N 18.7359°E.

## Înființare
Situl Sodoberg a fost declarat sit de importanță comunitară în ianuarie 1997 pentru a proteja un număr necunoscut de specii din flora spontană și fauna sălbatică aflate în arealul zonei. Situl a fost protejat și ca arie specială de conservare în martie 2011.

## Biodiversitate
Situată în ecoregiunea boreală, aria protejată conține 2 habitate naturale: Turbării Aapa, Taiga vestică.
La baza desemnării sitului se află un număr nedeclarat de specii protejate.